# Ibn Luyun
Abu 'Utman Sa'd/Sa'id b. Ahmad b. Ibrahim b. Ahmad al-Tuyibi, conocido como Ibn Luyūn o Ibn Luyun (En árabe: ابن ليون التجيبي) (Almería, 1282 [681 de la hégira]- ibídem, 29 de agosto de 1349 [14 yumadá II 750 de la hégira]), fue un polifacético agrónomo y poeta andalusí.

## Obra
Inb Luyun es autor de al menos 25 obras, entre las que destaca un Kitāb al-filāha o Tratado de agricultura. Esta obra, escrita en Almería alrededor de 1348, está basada principalmente en la obra de otros agrónomos como Ibn Bassal, al-Tighnari, Ibn Abul Jawad o el propio Aristóteles, pero que recoge también multitud de reflexiones personales y observaciones directas, siendo uno de los pocos tratados sobre la materia que se conservan completos. Escrita en verso para facilitar su memorización, la obra recoge, entre otras cosas, apuntes sobre la morfología del típico jardín-huerto andalusí y de otras tipologías de espacio agrícola como el bustan o la almunia, análisis de los tipos de suelos, etc.:

Alá ha puesto dentro de la Agricultura la mayor parte de los bienes necesarios para el sustento del hombre, y por tanto es muy grande su interés por las utilidades que encierra.

Sobre lo que ha de elegir en la disposición de los jardines, sus viviendas y las casas de labor: Para emplazamiento de una casa entre jardines se debe elegir un altozano que facilite su guarda y vigilancia. Se orienta el edificio al mediodía, a la entrada de la finca, y se instala en lo más alto el pozo y la alberca, o mejor que pozo se abre una acequia que corra entre la umbría. La vivienda debe tener dos puertas, para que quede más protegida y sea mayor el descanso del que la habita.
Junto a la alberca se plantan macizos que se mantengan siempre verdes y alegren la vista. Algo más lejos debe haber cuadros de flores y árboles de hoja perenne. Se rodea la heredad con viñas, y en los paseos que la atraviesen se plantan parrales.
El jardín debe quedar ceñido por uno de estos paseos con objeto de separarlo del resto de la heredad. Entre los frutales, además del viñedo, debe haber almeces y otros árboles semejantes, porque sus maderas son útiles.

También escribió una Bugyat al-mu'anis, a partir de la Bahdhat al-madjalis de Ibn 'Abd al-Barr, una especie de manual didáctico de oratoria y conversación dirigido a personas ilustradas.
Fue además poeta, destacando en la composición de proverbios rimados y moaxajas en aljamía, que incorporaba a sus obras de temática científica:

El Jazminero
¿Qué resignación ni alivio
me caben, ni qué paciencia?
A cierva de dulce brama
quiero, que hasta el sol desprecia.
Por ella mi juicio pierdo;
y hasta pierdo la vergüenza,
y medico no hay que cure
mi mal, sino que se apiade
quien me consume en amores
ahora y siempre, luego y antes.

Tiene esta dulce gacela
dos jardines en su cara
y en su talle floreciente
brillan redondas granadas
Jazminero es su mejilla,
protegido por dos lanzas
¡Cuanto león que en la selva
reinó fiero y sin rivales,
a sus pies, de amor herido, 
vino viniendo a humillarse.

Bien haya la que apurada
por su ausencia de su amigo
cuyo amor le quita el sueño
cual crudelísimo enemigo,
así a su madre le canta
dando a sus penas alivio:

¡Ay, mi madre!, mi amigo
se va y no tornará más.
Dime que haré yo madre:

¿No me dejará ni un besito?